# Fusō (thiết giáp hạm Nhật)
Fusō (tiếng Nhật: 扶桑, Phù Tang, một tên cũ của Nhật Bản), là một thiết giáp hạm của Hải quân Đế quốc Nhật Bản, là chiếc dẫn đầu của lớp thiết giáp hạm cùng tên. Tàu bị đánh chìm trong trận chiến eo biển Surigao ngày 25 tháng 10 năm 1944.

## Thiết kế và chế tạo
Fusō được đặt lườn bởi xưởng Kaigun Koshō tại Kure vào ngày 11 tháng 3 năm 1912, được hạ thủy vào ngày 28 tháng 3 năm 1914 và được hoàn tất vào ngày 18 tháng 11 năm 1915. Các tháp pháo chính 14 inch (356 mm) được bố trí theo kiểu không chính thống 2-1-1-2 (cùng với chiếc thiết giáp hạm chị em là Yamashiro có tháp pháo thứ ba quay ngược lại so với Fusō) và một ống khói tách việc bố trí tháp pháo giữa. Cách bố trí như vậy không hoàn toàn thành công khi phần cần bọc vỏ giáp phải kéo dài một cách không cần thiết và các khẩu pháo giữa gặp khó khăn trong việc ngắm mục tiêu. Tuy nhiên, dáng thân tàu tương đối tốt của nó cho phép Fusō đạt được tốc độ 23 knots (43 km/h) khi hoàn tất.

## Lịch sử hoạt động

### Thế chiến I và những năm giữa hai cuộc chiến
Fusō không tham gia vào các hoạt động chính yếu trong Thế Chiến I, do phần lớn lực lượng Hải quân Nhật chỉ tham gia hộ tống cùng các hoạt động khác không đòi hỏi sử dụng các tàu chiến tuyến. Giữa hai cuộc thế chiến, như những thiết giáp hạm Nhật Bản khác đang hoạt động, Fusō và Yamashiro được cải biến đáng kể. Thân Fusō được kéo dài thêm 7,6 m (25 ft), các ống khói đôi được nhập lại, 24 lò đốt hỗn hợp than được thay thế bởi sáu lò đốt dầu Kampon, và tháp chỉ huy của tàu được bổ sung thêm một cách đáng kể để tạo ra dáng "tháp chùa" vốn đặc trưng cho các tàu chiến Nhật Bản vào thời đó. Vỏ giáp bảo vệ được tăng cường một cách đáng kể cả về số lượng lẫn cải tiến về chất lượng, đặc biệt là bên trên hầm máy và bên dưới mớn nước, một biện pháp dựa vào kinh nghiệm chống ngư lôi của các tàu chiến chủ lực Anh Quốc (ví dụ như, chiếc HMS Marlborough hầu như bị đánh chìm chỉ với một quả ngư lôi Đức duy nhất ngay sau trận Jutland). Các cải tiến bao gồm đai giáp dày hơn tại phòng máy ở giữa tàu, được thực hiện bằng cách mở rộng các khu vực đó sau khi các lò đốt nguyên thủy được thay thế, và việc bồ̉ sung thêm một đai giáp chống ngư lôi. Những chiếc thuộc lớp Fusō có thể đạt được tốc độ 25,4 knot vào lúc các cải tiến trên được hoàn tất, một bằng chứng hiển nhiên cho hiệu quả của các buồng đốt được cải tiến triệt để trong những năm 1930.
Cho dù có những cải tiến như vậy, Hải quân Nhật vẫn xem những thiết giáp hạm thuộc lớp Fusō được bảo vệ không đủ và quá chậm để có thể sử dụng hữu ích, nên Fusō và Yamashiro đều được giữ lại ở vùng biển nội địa Nhật Bản như một lực lượng dự bị chiến lược (mà rốt cuộc tỏ ra hoàn toàn không cần thiết) vào lúc diễn ra cuộc tấn công Trân Châu Cảng và ít lâu sau đó, chủ yếu được sử dụng cho các nhiệm vụ huấn luyện.

### Thế Chiến II

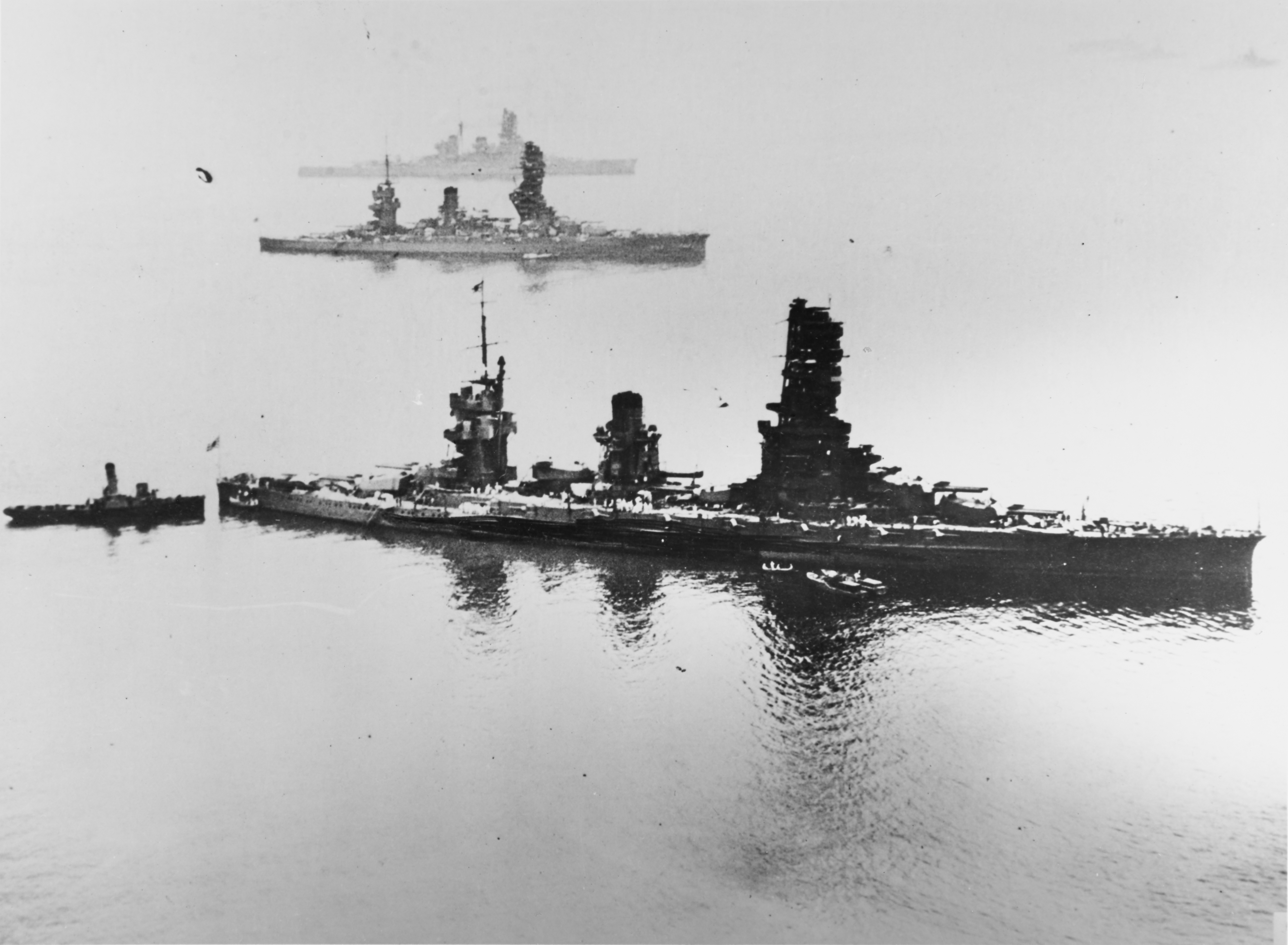
Thiết giáp hạm Fusō (giữa), cùng với các thiết giáp hạm Yamashiro (gần hơn) và Haruna (xa hơn), vịnh Tokyo, những năm 1930.

Tuy nhiên, chẳng bao lâu sau Fusō được huy động vào các nhiệm vụ tác chiến. Tàu đã tham gia săn đuổi nhưng không bắt kịp lực lượng tàu sân bay Mỹ đã tung ra cuộc không kích Doolittle vào ngày 18 tháng 4 năm 1942; đã hộ tống cho lực lượng tấn công quần đảo Aleut cùng lúc với trận Midway vào tháng 5 năm 1942; đã vớt được 353 người còn sống sót sau vụ nổ thiết giáp hạm Mutsu tại Hashirajima vào ngày 8 tháng 6 năm 1943; và tham gia vào việc tăng cường cho Truk vào tháng 8 năm 1943 và Biak vào tháng 6 năm 1944.

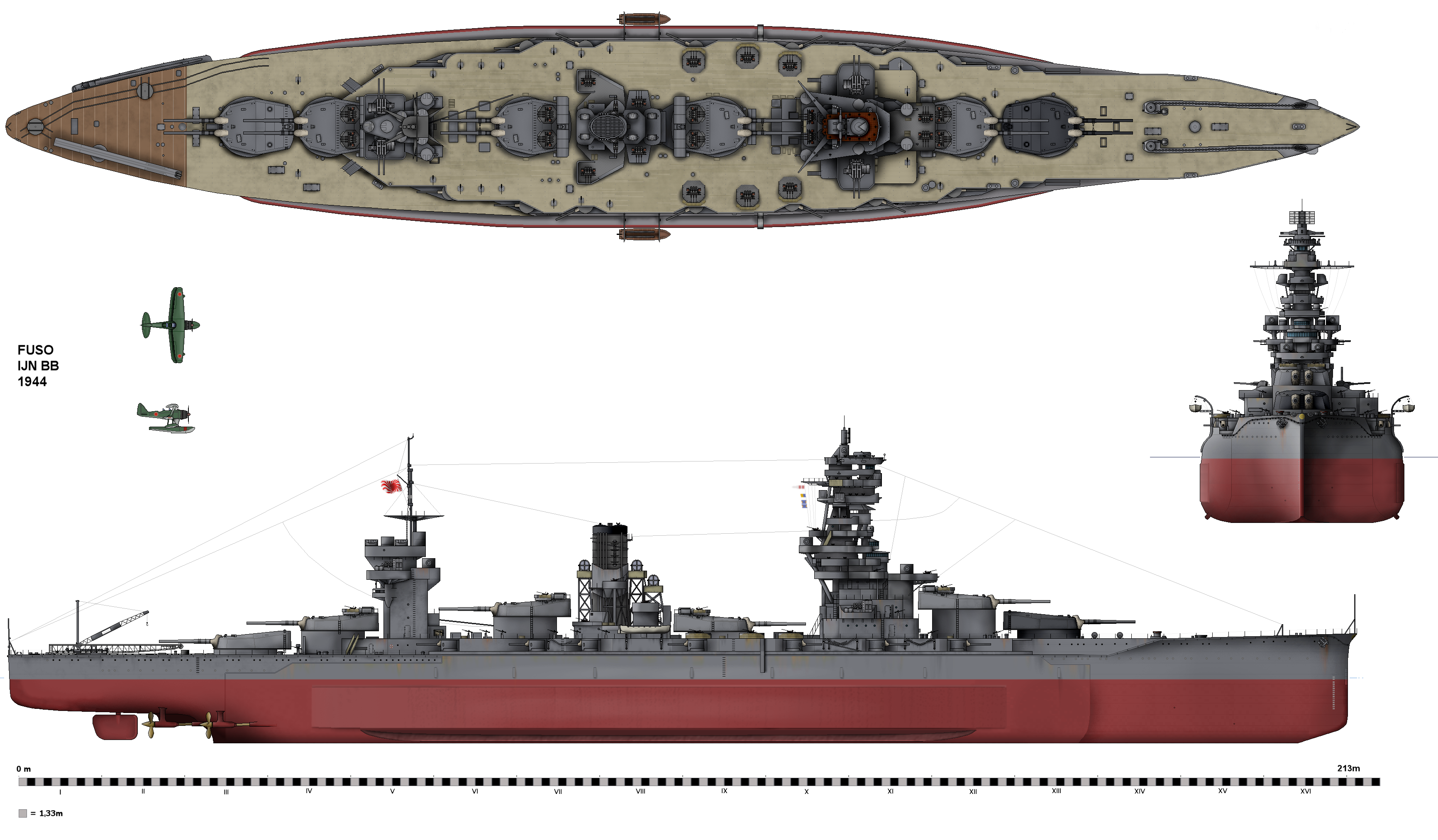
Bản vẽ chiếc Fuso như nó hiện hữu vào năm 1944

Vào tháng 10 năm 1944, dưới quyền chỉ huy của Chuẩn Đô đốc Ban Masami, Fusō được phối thuộc vào Lực lượng phía Nam của Đô đốc Shoji Nishimura trong trận Hải chiến vịnh Leyte. Trong trận chiến eo biển Surigao ngày 25 tháng 10 năm 1944, lúc 03 giờ 09 phút tàu bị bắn trúng một hoặc hai ngư lôi phóng ra từ chiếc tàu khu trục Mỹ Melvin và bị bốc cháy. Tàu rút lui khỏi trận chiến, nhưng đến 03 giờ 45 phút, hầm đạn của tháp pháo C hoặc Q (hay có thể là cả hai) phát nổ và tàu bị cắt làm đôi. Phần mũi tàu bị đánh chìm bởi hỏa pháo của tàu tuần dương Louisville trong khi phần đuôi bị chìm ngoài khơi đảo Kanihaan. Những người còn sống sót trên mặt nước đã từ chối không để được vớt lên, nên chỉ có rất ít hoặc không có ai trong số 1.400 thành viên thủy thủ đoàn sống sót. Có thể đó là chiếc tàu chiến lớn nhất bất kể quốc gia nào từng bị đánh chìm với toàn bộ thủy thủ đoàn trong suốt Thế Chiến II. Fusō được xóa khỏi Danh sách Đăng bạ Hải quân vào ngày 31 tháng 8 năm 1945.

## Danh sách thuyền trưởng
- Kozo Sato: 8 tháng 11 năm 1915 - 13 tháng 12 năm 1915
- Yaichi Mukai: 13 tháng 12 năm 1915 - 1 tháng 12 năm 1916
- Toyokazu Yamaoka: 1 tháng 12 năm 1916 - 1 tháng 12 năm 1917
- Shigetoshi Takeuchi: 1 tháng 12 năm 1917 - 1 tháng 12 năm 1918
- Tarokazu Ikuno: 1 tháng 12 năm 1918 - 1 tháng 4 năm 1919
- Kanta Shimauchi: 1 tháng 4 năm 1919 - 20 tháng 11 năm 1919
- Koshiro Otani: 20 tháng 11 năm 1919 - 20 tháng 11 năm 1920
- Shokichi Oishi: 20 tháng 11 năm 1920 - 1 tháng 12 năm 1921
- Norikazu Kanna: 1 tháng 12 năm 1921 - 1 tháng 12 năm 1922
- Otohiko Kagara: 1 tháng 12 năm 1922 - 1 tháng 12 năm 1923
- Nobunari Shiraishi: 1 tháng 12 năm 1923 - 18 tháng 7 năm 1924
- Mitsumasa Yonai: 18 tháng 7 năm 1924 - 10 tháng 11 năm 1924
- Sankichi Takahashi: 10 tháng 11 năm 1924 - 1 tháng 12 năm 1925
- Eijiro Hamano: 1 tháng 12 năm 1925 - 1 tháng 11 năm 1926
- Masao Sugiura: 1 tháng 11 năm 1926 - 20 tháng 8 năm 1927
- Hisao Ichimura: 20 tháng 8 năm 1927 - 10 tháng 12 năm 1928
- Muge Ikeda: 10 tháng 12 năm 1928 - 30 tháng 11 năm 1929
- Tadashi Kurata: 30 tháng 11 năm 1929 - 1 tháng 12 năm 1930
- Teijiro Sugisaka: 1 tháng 12 năm 1930 - 1 tháng 12 năm 1931
- Shinichiro Machida: 1 tháng 12 năm 1931 - 1 tháng 12 năm 1932
- Sadaaki Araki: 1 tháng 12 năm 1932 - 15 tháng 11 năm 1934
- Seiichi Iwamura: 15 tháng 11 năm 1934 - 15 tháng 11 năm 1935
- Jinichi Kusaka: 15 tháng 11 năm 1935 - 1 tháng 12 năm 1936
- Tsunemitsu Yoshida: 1 tháng 12 năm 1936 - 26 tháng 1 năm 1937
- Takeo Takasaki: 26 tháng 1 năm 1937 - 1 tháng 12 năm 1937
- Hiroaki Abe: 1 tháng 12 năm 1937 - 25 tháng 4 năm 1938
- Ruitaro Fujita: 25 tháng 4 năm 1938 - 15 tháng 11 năm 1938
- Fukuji Kishi: 15 tháng 11 năm 1938 - 1 tháng 11 năm 1939
- Tsutomu Sato: 1 tháng 11 năm 1939 - 15 tháng 10 năm 1940
- Chimaki Kono: 15 tháng 10 năm 1940 - 15 tháng 9 năm 1941
- Mitsuo Kinoshita: 15 tháng 9 năm 1941 - 5 tháng 12 năm 1942
- Keizo Komura: 5 tháng 12 năm 1942 - 1 tháng 6 năm 1943
- Nobumichi Tsuruoka: 1 tháng 6 năm 1943 - 23 tháng 2 năm 1944 (được thăng lên Chuẩn Đô đốc ngày 1 tháng 11 năm 1943.)
- Chuẩn Đô đốc Masami Ban: 23 tháng 2 năm 1944 - 25 tháng 10 năm 1944 (được phong lên Chuẩn Đô đốc ngày 15 tháng 10 năm 1944; tử trận; được truy phong lên Phó Đô đốc.)